# Ryan Peniston
Ryan Peniston (Southend-on-Sea, 10 novembre 1995) è un tennista britannico.

## Biografia
Peniston è nato a Southend-on-Sea, città della contea inglese di Essex, da padre di origini irlandesi e madre malese. All'età di due anni Peniston è sopravvissuto al rabdomiosarcoma, un tumore maligno dei tessuti molli. Esso ha causato il rallentamento della sua crescita fino all'età di circa 16 anni. A 13 anni si è trasferito a Nizza, in Francia, per allenarsi alla ISP Academy.
Iscritto al programma di tennis dell'Università di Memphis, ha fatto parte della squadra britannica universitaria che ha vinto la sua prima medaglia d'oro a squadre ai Master’U Championships.

## Carriera
Peniston gioca il primo torneo Futures nel 2012 e vince il primo titolo nel 2019 a Cancún. Durante la pandemia di COVID-19 nel 2020, prende parte al torneo Battle of the Brits, organizzato durante la pausa forzata del mondo dello sport. Cede solo al tie-break dell'ultimo set contro i top 50 Daniel Evans e Cameron Norrie.
Nel 2021 fa il suo esordio in doppio nel circuito ATP grazie ad una wildcard ricevuta dagli organizzatori dei Queen's Club Championships di Londra, in coppia con Liam Broady. Nel corso della stagione disputa le sue prime finali Challenger in carriera a Praga e all'Antalya III e viene sconfitto in entrambe rispettivamente da Franco Agamenone e Nuno Borges.
L'esordio nel circuito maggiore in singolare arriva un anno dopo grazie alla wild card ricevuta per partecipare allo stesso torneo del Queen's. Al primo turno desta sensazione battendo in due set il nº 5 del mondo Casper Ruud, reduce dalla finale al Roland Garros. Supera anche il turno successivo sconfiggendo Francisco Cerúndolo e si ferma ai quarti di finale, eliminato da Filip Krajinović con il punteggio di 4-6, 6-3, 6-3. La settimana successiva replica lo stesso risultato a Eastbourne, raggiungendo i quarti di finale dopo aver avuto la meglio sui top 50 Holger Rune e Pedro Martínez, sconfitto poi dal connazionale Jack Draper con un doppio 6-3. Grazie a questi risultati porta il best ranking alla 135ª posizione.
Fa il suo esordio nel tabellone principale di uno Slam al torneo di Wimbledon con una wild card, al primo turno supera Henri Laaksonen e viene eliminato al secondo da Steve Johnson.

## Statistiche

### Tornei minori

#### Singolare

##### Vittorie (5)
| Legenda        |
| Challenger (1) |
| Futures (4)    |

| N. | Data           | Torneo                        | Superficie | Avversari in finale     | Punteggio     |
| 1. | 12 maggio 2019 | Cancún M15, Cancún            | Cemento    | Austin Rapp             | 6–4, 6–4      |
| 2. | 19 maggio 2019 | Cancún M15, Cancún            | Cemento    | Tomás Martín Etcheverry | 6–4, 7–5      |
| 3. | 23 maggio 2021 | Heraklion M15, Candia         | Cemento    | Yuta Shimizu            | 6–3, 6–0      |
| 4. | 30 maggio 2021 | Heraklion M15, Candia         | Cemento    | Zhang Ze                | 6–4, 6–1      |
| 5. | 19 agosto 2023 | Winnipeg Challenger, Winnipeg | Cemento    | Leandro Riedi           | 6–4, 4–6, 6–4 |

##### Finali perse (8)
| Legenda        |
| Challenger (3) |
| Futures (5)    |

| N. | Data             | Torneo                            | Superficie  | Avversari in finale | Punteggio        |
| 1. | 9 dicembre 2018  | USA F35, Tallahassee              | Cemento     | Maxime Cressy       | 4–6, 6(4)–7      |
| 2. | 4 agosto 2019    | Dublin M25, Dublino               | Sintetico   | Igor Sijsling       | 4–6, 6(8)–7      |
| 3. | 1 settembre 2019 | Hua Hin M15, Hua Hin              | Cemento     | Hsu Yu-hsiou        | 3–6, 3–6         |
| 4. | 27 ottobre 2019  | Fort Worth M25, Fort Worth        | Cemento     | Jesper de Jong      | 2–6, 0–6         |
| 5. | 29 agosto 2021   | Prague Open Challenger III, Praga | Terra rossa | Franco Agamenone    | 3–6, 1–6         |
| 6. | 5 dicembre 2021  | Antalya 3 Challenger, Adalia      | Terra rossa | Nuno Borges         | 4–6, 3–6         |
| 7. | 30 gennaio 2022  | Loughborough M25, Loughborough    | Cemento     | Antoine Escoffier   | 4–6, 6–3, 3–6    |
| 8. | 1 maggio 2022    | Ostrava Open Challenger, Ostrava  | Terra rossa | Evan Furness        | 6–4, 6(6)–7, 1–6 |

## Vittorie contro giocatori top 10
| Stagione | 2022 | Totale |
| Vittorie | 1    | 1      |

| #    | Giocatore   | Ranking | Evento                             | Superficie | Turno | Punteggio      |
| ---- | ----------- | ------- | ---------------------------------- | ---------- | ----- | -------------- |
| 2022 |             |         |                                    |            |       |                |
| 1.   | Casper Ruud | 5       | Queen's Club Championships, Londra | Erba       | 1T    | 7–6(4), 7–6(2) |